# Mojżesz uderza w skałę
Mojżesz uderza w skałę – obraz holenderskiego malarza Jana Steena.

Opisany motyw biblijnej manny pochodzi ze Starego Testamentu, a wydarzenie zostało opisane w Księdze Wyjścia. Gdy po wyjściu z Egiptu, Izraelici znaleźli się na pustyni Sin w pobliżu Refidium, zabrakło im wody. Pragnienie spowodowało zwątpienie w Pana. Mojżesz zwrócił się do Boga: 

Co mam uczynić z tym ludem? Niewiele brakuje a ukamienują mnie! Pan odpowiedział Mojżeszowi: „Wyjdź przed lud i weź kilku ze starszych Izraela ze sobą. Weź w rękę laskę, którą uderzyłeś w Nil, i idź. Oto Ja stanę przed tobą na skale na Horebie. Uderzysz w skałę a wypłynie z niej woda, i lud zaspokoi swe pragnienie. (Księga Wyjścia 17:1-6)

## Opis obrazu
Steern był artystą znanym z przedstawiania humorystycznych scenek rodzajowych. Jego obrazy nosiły różne moralizatorskie przesłania skierowane do widza. W płótnach o tematyce religijnej również nie zrezygnował z tej maniery. Ukazana scena dotyczy chwili, gdy niezadowolony lud otrzymuje wodę, która wytryska ze skały. W centralnej części obrazu widać Mojżesza w czerwonej szacie i z kijem w lewej ręce. Jego wzrok skierowany jest ku niebu, gest jego prawej ręki podkreśla wielkość cudu jaki właśnie się dokonał. Mojżesz przedstawiony został z rogami na głowie co było wynikiem błędnego przekładu Wulgaty autorstwa św. Hieronima.
Cud wody wydaje się niezauważony przez zebrany lud. Steen na swój sposób ukazuje różnorodność reakcji poszczególnych ludzi na fakt otrzymania wody i zaspokojenia pragnienia. Motywem przewodnim sceny jest nie wiara w wielkość mocy Pana, ale fakt, iż pragnienie dotyka wszystkich ludzi bez względu na ich wiek, majętność i stan urodzenia. Wszystkie postacie noszę na sobie szaty współczesne malarzowi. Jedni piją wodę ze zwykłych glinianych czar i dzbanów – jak dziecko na pierwszym planie, drudzy z dużych miedzianych pucharów – jak kobieta pojona przez mężczyznę w zbroi po prawej stronie. Z lewej strony znajduje się rodzina, gdzie pierwszą osobą zaspokajają pragnienie jest dziecko, któremu rodzic podaje kubek. Wody potrzebują również zwierzęta. Steen ukazuje tu psa i konia pijących ze źródła. Wielbłądy w tle mają jedynie nadać obrazowi charakter egzotyczny.